# Sainte-Honorine-de-Ducy
Sainte-Honorine-de-Ducy – miejscowość i gmina we Francji, w regionie Normandia, w departamencie Calvados. Nazwa miejscowości pochodzi od imienia św. Honoryny.
Według danych na rok 1990 gminę zamieszkiwało 113 osób, a gęstość zaludnienia wynosiła 23 osoby/km² (wśród 1815 gmin Dolnej Normandii Sainte-Honorine-de-Ducy plasuje się na 773. miejscu pod względem liczby ludności, natomiast pod względem powierzchni na miejscu 890.).